# Hieronim Jan Puzyna
Hieronim Jan Puzyna herbu Oginiec (zm. 7 maja 1702 roku) – podkomorzy upicki w latach 1694–1698, starosta upicki w latach 1698–1701.
Poseł sejmiku upickiego na sejm 1690 roku, sejm 1695 roku.
Deputat powiatu upickiego do rady stanu rycerskiego rokoszu łowickiego w 1697 roku.